# Salif Sané
Salif Sané (Lormont, Francia, 25 de agosto de 1990) es un futbolista senegalés que juega de defensa y su equipo es el SA Mérignac.
Es hermano del también futbolista Lamine Sané.

## Clubes
| Club                          | País     | Año       |
| ----------------------------- | -------- | --------- |
| F. C. Girondins de Burdeos    | Francia  | 2010-2012 |
| A. S. Nancy-Lorraine (cedido) | Francia  | 2011-2012 |
| A. S. Nancy-Lorraine          | Francia  | 2012-2013 |
| Hannover 96                   | Alemania | 2013-2018 |
| F. C. Schalke 04              | Alemania | 2018-2022 |
| F. C. Libourne                | Francia  | 2024      |
| SA Mérignac                   | Francia  | 2024-     |